# Delegación de Cauquenes
| Delegación de Cauquenes  | Delegación de Cauquenes |
| ------------------------ | ----------------------- |
| Cabecera:                | Villa de Cauquenes      |
| Cabildo o Municipalidad: | - Cauquenes             |
| Ubicación                |                         |
|                          |                         |

Delegación de Cauquenes, es una división territorial de Chile. Corresponde al antiguo Partido de Cauquenes, que con la Constitución de 1823, cambia de denominación.
Su cabecera estaba en la Villa de Nuestra Señora de Las Mercedes de Tutuvén. 
Con la ley de 30 de agosto de 1826, que organiza la República, integra la nueva Provincia de Maule. Su cabecera cambia de nombre a Villa de Cauquenes. 
Con la Constitución de 1833, pasa a denominarse Departamento de Cauquenes

## Límites
La Delegación de Cauquenes limitaba:
- Al Norte con la Delegación de Talca
- Al Este con el Delegación de Linares y Delegación de Parral
- Al Sur con la Delegación de Itata.
- Al Oeste con el Océano Pacífico